# Lasikin Airport
Lasikin Airport är en flygplats i Indonesien.   Den ligger i provinsen Aceh, i den västra delen av landet, 1 500 km nordväst om huvudstaden Jakarta. Lasikin Airport ligger 6 meter över havet. Den ligger på ön Pulau Simeulue.
Terrängen runt Lasikin Airport är platt söderut, men norrut är den kuperad. Havet är nära Lasikin Airport åt sydväst. Runt Lasikin Airport är det ganska glesbefolkat, med 38 invånare per kvadratkilometer. Närmaste större samhälle är Sinabang, 9,5 km nordost om Lasikin Airport. 